# Pailhac
Pailhac là một xã thuộc tỉnh Hautes-Pyrénées trong vùng Occitanie tây nam nước Pháp. Xã này nằm ở khu vực có độ cao trung bình 745 mét trên mực nước biển.
- Communes of the Hautes-Pyrénées department